# Образовање у Аустрији
Образовни систем у Аустрији регулисан је на савезном нивоу, тако да су све школе широм Аустрије, осим алтернативних, једнаке. У надлежности Министарства образовања је и образовање наставника и одржавање школа. Аустрија има бесплатан и јавни школски систем, деветогодишње образовање је обавезно. Школе нуде низ стручно-техничких и универзитетских припремних путева који укључују од једну до четири додатна година образовања изван минималног обавезног нивоа. Администрација примарног и секундарног образовање се обавља на нивоу државе од стране надлежних држава.
Савезно законодавство игра значајну улогу у образовном систему, а закони који се односе на образовање ефективно имају уставни статус јер, као и устав Аустрије, они се могу донијети или допунити само двотрећинском већином у парламенту.

## Историја
У прошлости је образовање било привилегија високих слојева друштва и одговорност вјерских институција и монаха, који су образовали људе. 1774. године потписивањем првог Школског правилника, Марија Терезија поставља основу аустријског школског система, који се шири царством и у својим начелима остаје непромијењен до данас. Правилник одређује обавезно шестогодишње школовање, употребу истих уџбеника и регулисање образовања наставника. ПрестолонаследникЈозеф II Хабзбуршки врши реформу школства и гради школе. Франц Јозеф 1848. године формира прво Министарство јавног образовања, које 1849. прераста у Министарство културе и образовања, данас Савезно министарство образовања, науке и културе.
Каснијим реформама 1869. године, школска обавеза се са шест продужава на осам година, смањује се број ученика у разредима, образовање коначно у потпуности прелази у надлежности државе и регулише се образовање дјевојчица, које по другачијем програму апсолвирају осмогодишње школовање.
Прва Женска гимназија је отворена 1892. године. Од 1901. је дозвољено да дјевојчице похађају неке факултете.
Године 1918. секретар за образовање при Министарству, Ото Глокел, провест ће значајну реформу школства, која је на снази и данас. Тако да свако дијете, без обзира на пол и социјални статус, треба имати основно образовање.
Године 1927. уводи се виша основна школа за дјецу од 10 до 14 година.
Године 1932. уводе се нови планови о образовању. Тих година већ 30% ученика чине дјевојчица. Само 5% наставног кадра чине жене, због чињенице да се учитељице нису смијеле удавати.
У вријеме нацизма, након 1938. године, могућност образовања, нарочито дјевојкама је био ограничен. Школство је у потпуности подређено идеологији нацизма, чији је задатак, између осталог, ширење националистичких идеја.
Крајем другог свијетског рата, под управом савезних сила у Аустрији ће бити забрањени сви прије важећи школски планови и закони. Тек 1955. одласком савезника, Аустрија почиње са сопственом образовном политиком, заснованом на старим традицијама.
Године 1962. новим одредбама, школска обавеза се продужава на девет година. За наставнике је обавезно образовање на Педагошкој академији. 1974. године ступа на снагу Закон о школству, који је и данас на снази.
1975. уведена је коедукација, а од 1979. се дјечаци и дјевојчице не одвајају на настави ручног рада или спорта у нижој основној школи. 1982. ратификована је Конвенција о уклањању сваког облика дискриминације жене.
Од 1993. за ученике са сметњама у учењу постоји могућност да посјећују интегративну наставу, што значи да могу присуствовати настави са осталим ученицима.
Године 2000. аустријски образовни систем се по ПИСА студији налази на средини љествице европских земаља, што није задовољило очекивања.
Од 2007. уређено је образовање наставника. Педагошке академије, Стручне Академије, Религијски педагошки институти и Педагошки институти обједињени су у Педагошке високе школе. Овдје се образују и даље школују сви наставници, осим наставника виших школа, за које је обавезно универзитетско образовање.

## Школска управа
Обавезе Савезног министарства образовања, науке и културе су:
- оснивање школе
- одржавање школе
- распуштање школе
- образовање и даље школовање наставника
- нострификовање страних диплома

У савезним покрајинама Министарство заступају Покрајински школски савјети. Надлежни су за:
- надзор школа
- савезну помоћ ученицима
- управљање савезних школа и њихових наставника.

## Школска обавеза
Настава је обавезна за сву дјецу која у Аустрији дуже бораве. Обавезни су да похађају школу од септембра године када дијете напуни шесту годину старости. Обавезно похађање наставе траје девет година похађањем:
- државне школе
- приватне школе
- кућне наставе или
- школе у иностранству.

Школску обавезу у Аустрији као и осталим земљама Светог римског царства увела је Марија Терезија још 1774. године.

## Врсте институција за одгој и образовање
Новорођена дјеца до 3 године могу посјећивати јаслице. Након треће године дио дјеце посјећује вртић, који није обавезан. Са шестом годином живота почиње школска обавеза. Уколико се при упису у нижу основну школу (њем.: Volksschule), искаже потреба, због незрелости и неприпремљености за школу, родитељима се савјетује да дјете упишу у предшколски разред.
Након четири године ниже основне школе, наставља се са четири године више основне школе (њем.: Hauptschule), или више школе за опште образовање (њем.: Algemeinbildende höhere Schule (AHS)), за упис у коју је потребан добар успјех или положен пријемни испит. За дјецу са потешкоћама у учењу постоје специјалне школе (njem.: Sonderschule).
Након завршених осам година, нуди се, зависно од интересовања и успјеха, више могућности:
- Виша реална гимназија (њем.: Oberstufenrealgymnasium),
- Виша стручна школа (њем.: Berufsbildende höhere Schule (BHS)),
- Образовна установа за предшколску, односно социјалну подагогију (њем.: Bildungsanstalt für Kindergarten- bzw. Sozialpädagogik),
- Средња стручна школа]] (њем.: Berufsbildende mittlere Schule ),
- Политехничка школа (њем.: Polytechnische Schule), која се касније наставља са занатском стручном школом (њем.: Berufslehre),

Прве три школе у низу завршавају испитом зрелости, матуром, што омогућава упис на Универзитет.
Подјела на предшколско васпитање, примарно образовање, секундарно ниже образовање, секундарно више образовање, постсекундарно образовање и терцијарно образовање образовање је по ИСЦЕД (енг.International Standard Classification of Education) Унесковим одредбама.
|  |

### Нижа основна школа
Родитељи и старатељи обевезни су да дјете пријаве ради уписа код надлежне школе. Најчешће је то школа која је у истом округу у ком дијете станује, тј. најближа школа. За 1. степен (1. и 2. разред) ђаци имају 3 године времена. То значи да се дјеци, која још нису довољно припремљена за савладавање школске свакодневице, даје вријеме како би похађањем предшколског разреда или понављањем 1. или 2. разреда, стекли услов нормалан наставак даљег школовање. У случају да дјеца пуно заостају и нису у могућности да прате школско градиво са осталим ђацима, школска обавеза се завршава са навршеном 15-том годином живота.
Могућ је и пријевремени пријем за дјецу која шесту годину пуне између 1. септембра и 31. децембра, уколико то родитељи затраже и ако дјеца тиме нису преоптерећена.
Од школске 2003/04. наставним планом је предвиђен један страни језик од 1. разреда, као обавезан предмет.
У четвртом разреду се родитеље детаљније информише о успјеху дјетета, како би се на основу показаног интереса и успјеха, одлучило о даљем образовању дјетета. Услов за упис у вишу основну школу је завршен четврти разред, док је за упис у више школе за опште образовање неопходан успјех "врло добар" или "одличан" из њемачког језика, математике и природе и друштва или закључак наставничког вијећа ниже основне школе да постоји велика вјероватноћа да ће ученик успјети одговорити захтјевима више школе за опште образовање, такође ученик може и да полаже пријемни испит.
Систем оцјењивања је различит: вербалан, описан, бројчани или комбинација. У четвртом разреду сви ученици се оцјењују бројчано за успјех и то оцјеном:
- 1 одличан (њем.: sehr gut)
- 2 врло добар (њем.: gut)
- 3 добар (њем.: befriedigend)
- 4 довољан (њем.: genügend)
- 5 недовољан (њем.: nicht genügend)

### Виша основна школа
Вишу основну школу посјећују ђаци од 10-те до 14. године. Она флексибилно одговара потребама ученика и њиховим интересовањима, али и регионалним потребама. Свака школа има могућности да у одређеном оквиру, прилагодити своју понуду наставних предмета својој специфичној ситуацији, све до издавања аутономних наставних планова. Тако настају школски центри са језичким, умјетничким, спортским, природно-техничким, еколошким, информативним, итд. тежиштем.
За наставне предмете: њемачки језик, математика и страни језик (готово искључиво енглески), постоје групе по успјешности (њем.:
Leistungsgruppe), којима се омогућава циљан педагошки рад, водећи рачуна о способностима ученика. Настава се при том изводи у мањим групама, а нормативи 1. групе одговарају онима у вишој школи за опште образовање. За обавезне предмете, у случају потребе нуди се допунска настава.
У 3. и 4. разреду посебна пажња се придаје даљем образовању, путем професионалне оријентације, данима стручне праксе, посјетама фирмама или екскурзијама.
Са одговарајућим успјехом по завршетку четверогодишњег школовања, постоји могућност пријеласка у више школе за опште образовање, средње и више стручне образоване школе.

### Политехничка школа
Овај облик школе наставља се на 8. школски степен и траје једну годину. У овој школи се ученици припремају за професионални живот, са општим образовањем и професионалном оријентацијом. Циљ пракси и упознавања пословног свијета је помоћ у избору занимања. Њемачки језик, математика и енглески језик изводе се у групама успјешности или у стручним интересним групама. Сваки ученик, уз обавезне наставне предмете у обиму од 19 сати седмично, има могућност избора једног од седам интересних подручја, у обиму од 15 сати седмично.

### Специјална школа
Специјалана школа обухвата осам или, са политехничком школом, девет школских степени у десет подручја. Са дјецом раде наставници школовани за рад са хендикепираном дјецом, уз примјену индивидуалних наставних метода, које омогућавају савладавање даљег професионалног образовања или настављање школовања. Специјалне школе раде по властитом наставном плану и групирају се у:
- опште специјалне школе, које постепено нестају уступајући мјесто интегративним разредима у обавезним школама,
- специјалне школе за тјелесно хендикепирану дјецу,
- специјалне школе за дјецу са говорном маном,
- специјалне школе за дјецу оштећеног вида,
- специјалне школе за наглуху дјецу,
- специјалне школе за дјецу коју је тешко образовати и
- специјалне школе при љечилиштима.

Тежи се да се што већи број ђака ових школа, након завршетка школовања, укључити у свакодневан живот. Велики је број фирми које уско сурађују са школама, запошљавањем ученика са тешкоћама у учењу, као и социјалних организација, чији је задатак пружање помоћи и посредовање на берзи рада.

### Више школе за опште образовање
Виша школа за опште образовање (гимназија) обухвата четверогодишњи нижи и четверогодишњи виши степен и завршава се испитом зрелости, матуром, којом се стиче право на даље студирање или право на запослење у јавним службама.
Услов за пријем у више школе за опште образовање је успјех "врло добар" или "одличан" из њемачког језика, математике и природе и друштва или закључак наставничког вијећа ниже основне школе да постоји велика вјероватноћа да ће ђак успјети одговорити захтјевима више школе за више образовање или положен пријемни испит.
Прелазак у разреде вишег степена могућ је из више основне школе, са постигнутим успјехом "одличан" или биљешком да наставу главних предмета ђак треба похађати у оквиру прве групе успјешности, са најнижом оцјеном "задовољава" из осталих предмета или након положеног пријемног испита, ако су оцјене из главних предмета у другој групи успјешности биле лошије од оцјене "врло добар".
Од 1. до 3. разреда (нижи степен) наставни план и програм је исти за све врсте школа. У 3. и 4. разреду гранају се на:
- гимназија (њем.: Gymnasium), која укључује и додатни језик латински,
- реална гимназија (њем.: Realgymnasium), са наставом геометријског цртања, већим бројем сати математике и физике, општим техничком образовањем или текстилним радом,
- економска реална гимназија (њем.: Wirtschaftskundliches Realgymnasium), са више наставе хемије, општим техничком образовањем или текстилним радом.

Настава енглеског језика је обавезна у свих осам разреда, на нижем и вишем степену.
На вишем степену разликују се:
- гимназија, са наставом латинског језика, а од 5. разреда и грчки или неки други живи страни језик,
- реална гимназија, са више математике, латински језик од 5. разреда или други живи страни језик, више сати нацртне геометрије, биологије и екологије, хемије и физике,
- економска реална гимназија, од 5. разреда други живи страни језик или латински, економија домаћинства и прехрана, више географије и економије, психологије и филозофије са практичним радом.

У 7. и 8. разреду свих гимназија, бирају се обавезни изборни наставни предмети у обиму од 8 до 12 сати.
По нешто имјењеном програму дјелују и :
- више школе за опште образовање са тежиштем ка умјетничком или спортском образовању,
- допунска гимназија, у коју је упис могућ без старосних ограничења,
- гимназије за запослене, са вечерњом наставом у трајању од 9 семестара,
- Савезна гимназија за Словенце Клагенфурт, настава се изводи на словеначком језику,
- Двојезична савезна гимназија у Оберварт, настава се изводи и на хрватском и мађарском језику,
- Школски дом за ученике на занатском образовању у Ебенау, више школе за опште образовање са занатским образовањем за столарски и браварски занат и радио-механику/електронику и
- гимназије са појачаном наставом страних језика.

Постоје и више школе са општим образовањем са интернатом.

### Занатске школе
У овим школама ученици стичу теоријска знања кроз стучну наставу са практичном обуком. Стручно-теоријска настава и настава погонске економије одвијају се у двије групе успјешности. Школа се похађа или једном седмично или у облику наставног курса од осам седмица, током сваке школске године. Предуслов за упис у занатску школу је сигурно мјесто шегрта у некој фирми, у којој ће ученик одрађивати практичну обуку. Статус ученика (шегрта) је сличан статусу радника запосленог у фирми, те су његово радно вријеме, права и обавезе, регулирани посебним законом. Ученик у току школовања, добија новчану надокнаду, чија висина зависи од школске године и врсте заната којег ученик похађа. Висина накнаде регулирана је колективним уговором привредне гране.

### Средње стручне школе
Образовање у средњим стручним школама траје од 1 до 4 године. Услов за упис је завршен 8. школски степен. За ученике са лошим успјехом из главних предмета, обавезан је пријемни испит. Испита су ослобођени ђаци који заврше 9. школски степен, политехничку школу, осим ако то није школа са тежиштем на подручју спорта и умјетности.
Ученици који заврше ове школе имају приступ занатима. Различитим допунским курсевима могућ је приступ испиту зрелости и дипломском испиту, као и стручном испиту зрелости.
Неке од средњих стручних школа су:
- Техничке, занатске и умјетничко-занатске стручне школе, са трајањем од 4 године,
- Трговачка школа, 3 године,
- Стручна школа за привредна заномања, 3 године,
- Школе за пословање у домаћинству, 2 године,
- Стручна школа за модни дизајн и технику облачења, 1 или 2 године,
- Стручна хотелијерска школа, стручна школа за туризам, 3 године,
- Стручне школе за социјална занимања, 2 или 3 године,
- Стручне пољопривредне и шумарске школе, 2 до 4 године и
- Школе за здравствену заштиту и његу болесника.

### Више стручне школе
Више стручне школе трају 5 година и дају виши ниво стучног образовања. Завршавају испитом зрелости и дипломским испитом, што је услов за студирање и запослење у јавној служби. Апсолвенти неких од виших школа, након двогодишње дјелатности у струци, стичу право да обављају занатску дјелатности, без полагања мајсторског испита, а након три године праксе у струци стичу право на звање "инжењер".
Услови пријема су завршен 8. или 9. степен и по потреби положен пријемни испит.
Најважније више стручне школе су:
- Више техничке и занатске образовне установе,
- Виша образовна установа за моду и технику одјевања и виша образовна установа за модни дизајн и обликовање производа,
- Виша образовна установа за туризам,
- Трговачка академија,
- Виша образовна установа за привредна звања,
- Више пољопривредне и шумарске образовне установе.

## Настава религије
Држава на основу уговора са Ватиканом из 1933. године и као и својим уставом гарантује једнакости, те се не смије мјешати у наставу религије. Постављање наставног кадра и образовање истог, те доношење планова су задаци религијских заједница. Настава религије је обавезна за ђаке који припадају једној од признатих религијских заједница у Аустрији. Дјеца, одлуком родитеља, могу бити и исписана. Нуди се и одржава настава религије за дјецу римокатоличке, евангелистичке, православне, исламске, јеврејске и будистичке вјероисповјести.

## Настава матерњег језика
У Аустрији похађају школу дјеца и млади из преко 160 земаља свијета. Више од 10% ученика са родитељима код куће говори искључиво или дјелимично неки други језик осим њемачког. Зато се за ученике, чији су родитељи или они сами странци, организује настава матерњег језика. Наставу нуди Министарство школства, а присуство настави је добровољно. Највећи број ученика, који за матерњи имају неки други језик, говори турским, затим српским, хрватским, бошњачком, албанским и румунским језиком. Настава се нуди у обавезним школама, а у већим градовима и на нивоу средњих школа. У школској 2006/07. години из бечких школа су изашли први ђаци који су наставу завршили на матерњем, турском језику. Настава матерњег језика се обично нуди у поподневним сатима, са трајањем од најмање два школска сата седмично. Учешће на настави се биљежи у ђачким књижицама потврдом о присуству или оцјеном. Помоћ матичних држава кроз амбасаде и конзуларна представништва је занемарива. Интерес родитеља и ученика, којима је настава намијењена се креће од пасивности до велике заинтересованости. Значајан број је оних који понуду прихватају, свјесни значаја и предности познавања других језика.
|  |

## Интегративна настава
Интегративна настава и одгој намијењени су дјеци која имају потешкоће у учењу, због тјелесних или психолошких разлога. У једном разреду, уз ученике који га похађају, је неколико ђака који захтијевају посебну помоћ. У интеграционим разредима су најчешће двије наставнице, од којих је једна школована за рад са ђецом која имају потешкоће у учењу. Она израђује индивидуалне планове за сваког таквог ученика и прате његов рад и развој. Дјеца са потребом посебног педагошког подстицаја могу интегративно бити укључена у наставу у нижој и вишој основној школи, као и на нижем степену виших школа за опште образовање. Настоји се што више ђака са потешкоћама обухватити оваквим начином наставе и сваком дјетету обезбједити услове за свестран развој.